# Światłocień (czasopismo)
Światłocień – polski miesięcznik ilustrowany o tematyce fotograficznej i tematyce związanej z fotografią wydawany w Poznaniu, w latach 1923–1925. Pierwsze polskie czasopismo fotograficzne w niepodległej Polsce.

## Historia
Światłocień był miesięcznikiem tematycznie poświęconym fotografii artystycznej, fotografii naukowej oraz fotografii zawodowej. Pomysłodawcą, redaktorem prowadzącym oraz wydawcą miesięcznika był poznański artysta fotograf Roman Stefan Ulatowski – prezes Zarządu poznańskiego oddziału Związku Zawodowego Fotografów, późniejszy członek Fotoklubu Polskiego. 
Pierwszy numer Światłocienia ukazał się w 1923 roku, w przeddzień otwarcia Wszechpolskiego Zjazdu Fotografów w Poznaniu. Imprezą towarzyszącą zjazdu oraz publikacji Światłocienia była pierwsza w niepodległej Polsce – Ogólnopolska Wystawa Fotografii Artystycznej w Poznaniu, pod taką samą nazwą – Światłocień. Miesięcznik Światłocień opublikował wówczas wiele informacji o wystawie Światłocień, zamieszczając równocześnie reprodukcje fotografii poszczególnych artystów fotografów uczestniczących w wystawie.  
Od września 1924 roku zmieniono profil miesięcznika, który stał się agendą prasową Centralnego Związku Stowarzyszeń Fotografów, agendą reprezentującą interesy fotografów zawodowych. Ostatnie trzy numery Światłocienia ukazały się w 1925 roku, po czym zakończono wydawanie miesięcznika, między innymi z przyczyny słabej kondycji finansowej wydawnictwa. Powodem była (między innymi) duża inflacja – pierwszy numer Światłocienia kosztował 4600 marek polskich, koszt numeru piątego to 25 000 marek polskich. 